# Unalaska (ostrov)
Unalaska (aleutsky Nawan-Alaxsxa, rusky: Уналашка, zastarale česky Unalaška) je jeden z vulkanických ostrovů v souostroví Liščích ostrovů (anglicky Fox Islands, rusky Лисьи острова), které jsou součástí Aleutských ostrovů, jež patří Spojeným státům americkým. Roku 2019 jej obývalo 5638 lidí. Se svou rozlohou 2720 km² je Unalaska 14. největším ostrovem Spojených států. Unalasku omývá Tichý oceán, ze severu konkrétně Beringovo moře. Jméno ostrova pochází pravděpodobně z aleutštiny.

## Geografie
Na severním pobřeží ostrova Unalaska v zátoce Dutch Harbor se nachází hlavní město Aleutských ostrovů, které se rovněž jmenuje Unalaska. Toto městečko se zčásti rozprostírá i na sousedním ostrově Amaknak, kde je též letiště Unalaska Airport. Na poloostrově západně od města Unalaska se nacházejí nejvyšší vrcholy ostrova, jimž vévodí 2036 metrů vysoký stratovulkán Makushin (anglicky Makushin Volcano nebo Mount Makushin). 

## Historie
Domorodí Aleuti žili na Unalasce přinejmenším již před 10 000 lety.

Ostrov byl objeven v roce 1741 ruským námořnictvem pod vedením dánského mořeplavce Vita Beringa. Kolem roku 1759 na ostrově žilo nejméně 3 000 Aleutů. Rusové zde první osadu založili roku 1759, ale v roce 1763 byla zničena Aleuťany, kteří zde během povstání, vyvolaném krutostí ruských obchodníků a podnikatelů vůči původnímu obyvatelstvu, zabili 162 osadníků a zničili 4 ruské obchodní lodě.

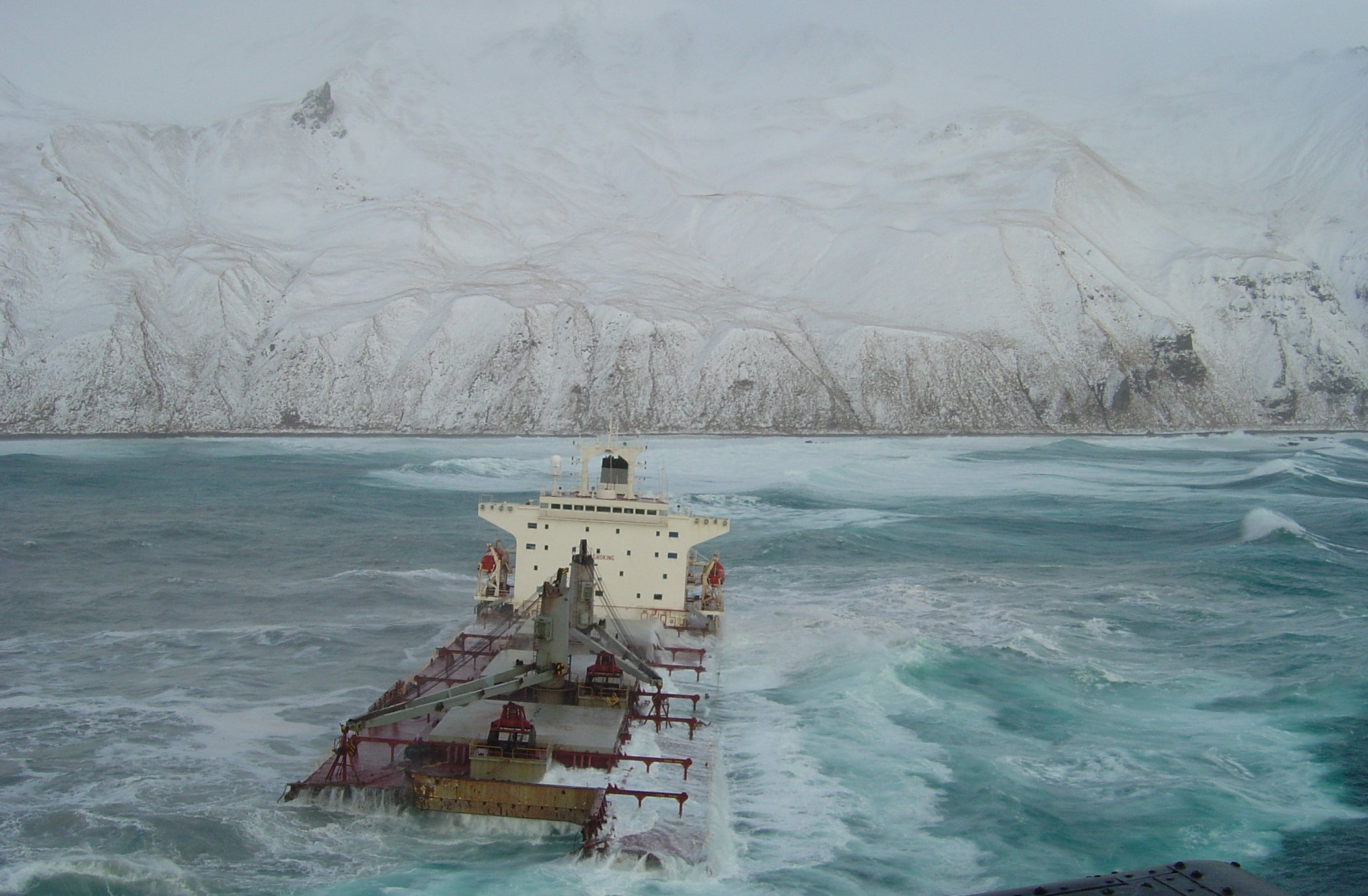
Ztroskotaná loď Selendang Ayu u pobřeží Unalasky

V roce 1764 dorazily posily, které zachránily přeživší osadníky a během trestných výprav v domorodých osadách pobily kolem 3000 - 5000 Aleuťanů. 
V roce 1778 k ostrovu také připlul anglický mořeplavec James Cook, který si do svého deníku ostrov zaznamenal jako Oonalashka. Na ostrově se James Cook setkal s Gerasimem Grigorjevičem Izmajlovem, vyměnili si zde mapy svých objevů a Cook přes Rusy poslal dopis britské admiralitě. 
Do roku 1787 většina aleutských lovců tuleňů byla zotročena Rusko-americkou společností a využívána k získávání tuleních kůží. Okolo roku 1840 na Unalasce žilo jen mezi 200 - 400 Aleutů.
Roku 1788 připlula k ostrovu španělská výprava Estebana José Martinéze a Gonzalo Lópeze de Hary. Plavba u Unalašky představovala nejzápadnější španělskou objevnou plavbu v této oblasti. Španělé se pokusili prohlásit ostrov za svou kolonii, ale setkali se zde s ruským navigátorem Potapem Kuzmičem Zajkovem, který byl připraven jít do ozbrojeného střetu, aby ostrov uhájil. Naštěstí silou diplomacie a ruskými mapami přesvědčil Španěle, že Unalaška je ruským územím.
V roce 1867 koupily od Ruska celou Aljašku, včetně ostrova Unalaska, Spojené státy americké, s čímž byl spojen příchod Američanů, nicméně Rusové na ostrově zůstali též. Během své návštěvy Moskvy v květnu roku 1988 zmínil prezident Ronald Reagan soužití Američanů a Rusů v 19. století na Unalasce za příklad americko-ruského přátelství.
Dne 8. prosince 2004 uvízla u pobřeží ostrova Unalaska malajská loď Selendang Ayu (IMO: 9145528) s nákladem sojových bobů a následně z ní do pobřežních vod uniklo na 350 000 galonů pohonných hmot. Po havárii tankeru Exxon Valdez, která se stala roku 1989, se jednalo o historicky druhou největší ekologickou katastrofu v oblasti Aljašky.